# Polystachya purpureobracteata
Polystachya purpureobracteata är en orkidéart som beskrevs av Phillip James Cribb och La Croix. Polystachya purpureobracteata ingår i släktet Polystachya och familjen orkidéer. Inga underarter finns listade i Catalogue of Life.